# 雷吉·菲尔斯-埃米
雷金纳德·「雷吉」·菲尔斯－埃米（Reginald "Reggie" Fils-Aimé，1961年3月25日—）是任天堂美國分公司的前总裁兼營運長。在晋升之前他是销售与市场营销部的执行副总裁。他在2004年的E3新闻发布会走红。2019年从任天堂退休。

## 生平
雷吉·菲尔斯－埃米是海地移民的后代，他的父母由于雷吉祖父和外祖父在政治冲突中的对立而移民美国。他出生于纽约布朗克斯 ，毕业于长岛布伦特伍德高中后于1979年在美国康奈尔大学就学。在大学期间，他担任了学校Phi Sigma Kappa兄弟会的社长。他在1983年获得应用经济学科学学士学位。

### 早期职业生涯
在获得学位后，菲尔斯－埃米在宝洁公司得到了一个职位。随后他在必胜客担任了全国营销高级总监，这段期间他推出了“大脚披萨”（Bigfoot Pizza）和“大纽约客”（The Big New Yorker）。雷吉曾担任健力士啤酒公司在美国的营销总监，负责其所有品牌。他还担任过德比自行车公司（Derby Cycle）首席营销官，指导旗下八个品牌的销售营销工作。他也是德比的英国子公司洛利（Raleigh Bicycle Company）的董事总经理。之后他在熊貓快餐担任高级副总裁。他于2001年担任VH1的高级副总裁，2003年离职，他通过重新调整频道的内容，吸引年轻观众，使得他管理时段的收视率同比增长30%。

### 任天堂

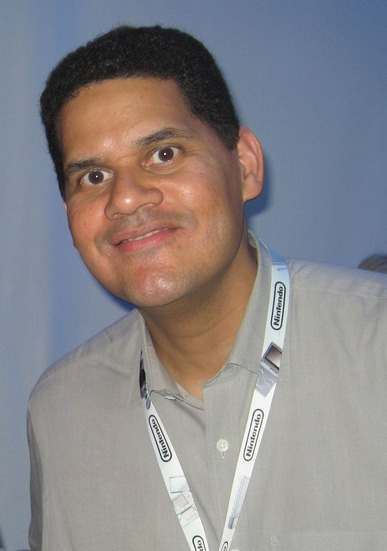
雷吉在2006年E3电子娱乐展

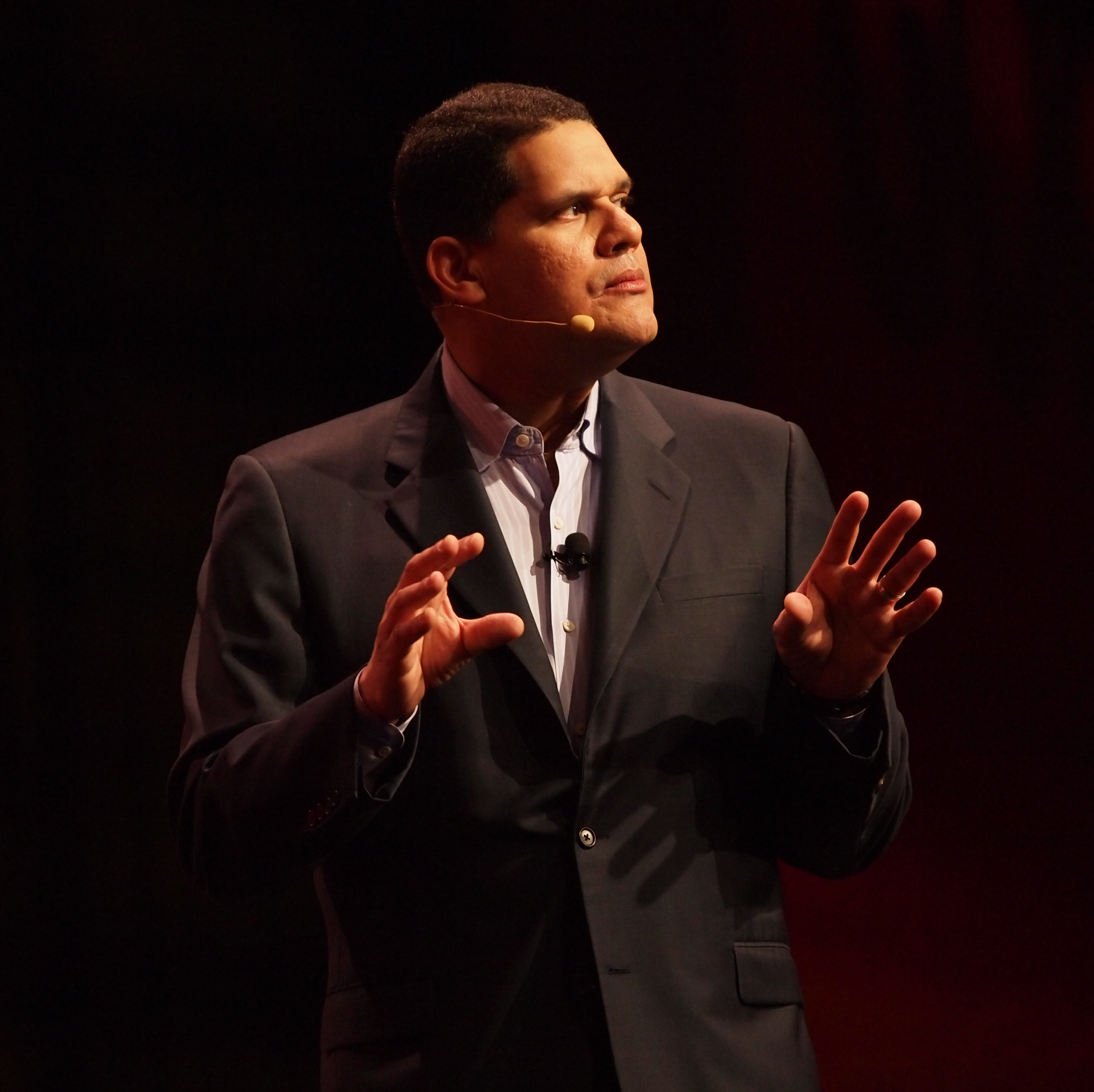
雷吉在2011年GDC

雷吉于2003年12月加盟任天堂，并出任销售和市场营销执行副总裁。他负责任天堂在美国、加拿大和拉丁美洲的所有销售营销活动。2006年5月25日，雷吉接替美國任天堂前任总裁君岛达己担任美國任天堂总裁兼首席运营官，雷吉也是第一个担当此职的美国人。
在2004年任天堂E3新闻发布会上，雷吉以其开场白一举成名。雷吉的人气迅速上升，许多玩家还称他“终结者雷吉”（Regginator）。在展会之后它的录像便开始在网络上传播。人们认为雷吉负责重整了任天堂在美國的公共关系，因而许多玩家和新闻界人士称其到来为“雷吉革命”（Reggielution）。他将Wii的成功归功于克莱顿·克里斯坦森的营销策略：
首先，你如何在满足核心（玩家）的同时扩大吸引力？第二，你如何利用自己的优势，针对尚未开发的用户群——即所谓的“蓝海策略”——进行营销演说？……有一种更典型、更小，更便宜且更易用的产品；但却使用了一种“进步”中的新行业标准，而实际效果不佳的新产品。在最初，任何行业的“核心”都会嗤之以鼻。但如果该产品是正确的，且足以吸引新用户，那这将是另一种意义的进步。
在2007年7月11日的E3新闻发布会上，雷吉在呼声中上台展示了Wii Fit。在踩上平衡板前，他说道：“我的身体已经准备好了”（My body is ready），这句话迅速在网络上流行。
2007年11月5日，在康奈尔大学应用经济学和管理部门市场营销学教授埃德·麦克劳林（Ed McLaughlin）鼓励下，雷吉就任天堂针对不同类型玩家的营销策略做了客座讲座。雷吉是康奈尔大学传播系咨询委员会的成员。
2019年2月21日，雷吉通过美国任天堂推特官方账号在推特上宣布他将在4月15日卸任美国任天堂总裁。任天堂美国销售和市场营销副总裁道格·鲍瑟将接替他的位置，并因其姓氏「鲍瑟」（Bowser）与任天堂游戏角色库巴的英文名重合引起玩家热议。

### 后任天堂时期

#### 康奈尔大学
2019年9月，雷吉宣布自己将以一位行业领袖讲师的身份回到母校康奈尔大学，他将在查尔斯·戴森应用经济和管理学院开始自己的教学生涯。

#### 商业
2020年3月，美国游戏零售商GameStop提名雷吉和另外两人加入公司董事会，2021年3月，根据GameStop递交给美国证券交易委员会的文件，雷吉等若干董事会成员已拟定于同年6月辞职。2020年5月，加拿大玩具零售商Spin Master宣布雷吉将加入其公司的董事会。

### 个人生活
菲尔斯－埃米和女朋友斯泰西·塞纳结婚，他在于VH1工作之前就和她长期交往。他有三个来自上一次婚姻的孩子。2006年时，他住在华盛顿州金县东区。

## 著作
- 《Disrupting the Game: From the Bronx to the Top of Nintendo》(2022)